# René Georges Weill
René Georges Weill (Montpellier, 26 gennaio 1908 – Parigi, 29 maggio 1942) è stato un militare francese, paracadutista dello Special Air Service britannico nel corso della seconda guerra mondiale, decorato con l'Ordre de la Libération.

## Biografia
Nacque a Montpellier il 26 gennaio 1908, figlio di René e di Jeanne Esther Weiller, all'interno di una famiglia di originaria della Lorena. Conseguito il baccalauréat, nel 1925 si iscrisse alla facoltà di diritto dell'università di Montpellier. Il 10 luglio 1928 conseguì la laurea in giurisprudenza, prestando giuramento il 17 luglio, e dal novembre successivo prestò servizio militare di leva come EOR a Vincennes e poi come sottotenente presso l'intendenza di Versailles.  Congedatosi lasciò Montpellier per iscriversi come avvocato al tribunale di Parigi, e prestò giuramento il 10 ottobre 1929 prima di essere nominato alla carica onoraria di secondo Segretario della Conferenza degli Avvocati. Fu richiamato in servizio attivo nel 1939 con il grado di luogotenente amministrativo del Servizio di Intendenza Metropolitana.
Malgrado le sue funzioni di intendente, durante la battaglia di Francia non esitò ad esporsi apertamente al pericolo, insieme ad una compagnia di fanteria, venendo decorato con la Croix de guerre con palma  il 9 giugno 1940. Rimasto leggermente ferito pochi giorni dopo, ritornò a Montpellier dove, non accettando l'idea della sconfitta della Francia, decise raggiungere l'Inghilterra e si imbarcò il 21 giugno 1940, a Sète, sulla Sainte Bernadette, nave che trasportava truppe cecoslovacche e polacche.
Arrivato a Londra via Gibilterra il 10 agosto 1940, si arruolò nelle Forces françaises libres sotto il nome di René Georges. Partecipò, sotto gli ordini del capitano Georges Bergé, alla costituzione della 1ª Compagnia di fanteria dell'aria creata il 5 settembre, e conseguì il brevetto di paracadutista il 25 dicembre.
Nell'autunno del 1941 fu contattato per una missione a Parigi, ma nel mese di ottobre rimase gravemente ferito durante l'addestramento con il paracadute: la sua vela si aprì solo a metà ed atterrò con la testa. L'incidente lo portò ad una lunga convalescenza. Promosso capitano nel novembre successivo, fu trasferito al Central Bureau of Intelligence and Action (BCRA) e assegnato, all'inizio di marzo 1942, allo stato maggiore particolare del generale Charles de Gaulle. Volendo assolutamente prestare servizio attivo, continuò a chiedere di essere mandato in missione.
Le 18 maggio 1942 fu designato, con lo pseudonimo di "Mec", a capo della missione di collegamento "Goldfish" in Francia e venne incaricato di prendere contatti come ufficiale di collegamento della Francia Libera con i gruppi d'azione comunisti. Nella notte tra il 28 e il 29 maggio, si lanciò con il paracadute nel dipartimento dell'Aisne, in Piccardia, insieme al suo vice, l'operatore radiofonico André Montaut, alias Mec W. venendo accolti da Robert Delattre, alias "Bob", uno dei comandanti della rete del colonnello Rémy, la "Confrérie Notre-Dame". I due avevano portato con sé due radio e una valigia regalata loro da Pierre Brossolette. Scesi dal treno alla stazione della Gare du Nord,  la valigia nuova di zecca attirò l'attenzione di un impiegato delle imposte che chiese a “Bolot” (il fratello di “Bob”) di mostrargli il suo contenuto.  L'apertura della valigia dall'aspetto eccessivamente lussuoso rivelò l'esistenza di un buono di stoffa chiaramente “made in England, di alcuni pigiami nuovi e di numerosi pacchetti di sigarette inglesi. L'ufficiale esaminatore pensò che si trattasse di mercato nero finché non aprì la piccola valigia contenente il trasmettitore. Chiamò subito due poliziotti francesi che si trovavano nelle immediate vicinanze, i quali al termine dell'esame convennero che la cosa rientrava nella giurisdizione della Gestapo. 
Usciti uno dietro l'altro dall'ufficio delle imposte, il secondo, lasciando la porta aperta, rivolse a "Bob" la mano dietro la schiena, segno inequivocabile che invitava il nostro compagno a fuggire. "Bob" non se lo fece ripetere una seconda volta due volte e afferrando il trasmettitore, scappò confondendosi tra la folla. Credeva di lasciare nelle mani del concedente solo gli effetti di Brossolette, ma non aveva pensato che lì ci fosse la sua valigia personale, contenente l'agenda dove annotava tutti i suoi appuntamenti. Aveva scritto qualche giorno prima sul foglio datato venerdì 29 maggio: ore 7, Porte d'Auteuil, Jean-Luc. 
Robert Delattre aveva comunicato anche a lui questo incontro, e i due uomini si incontrarono lì alle 18:45 e caddero in un'imboscata tesa dalla polizia municipale parigina.  Delattre cercò di scappare ma fu ferito e catturato. La polizia portò i due in una piccola caserma della Société des transports en commun de la région parisienne (TCRP) in attesa dell'arrivo di un furgone. Fu allora che René Georges Weill ingoiò la pillola di cianuro di potassio che gli era stata data prima della sua partenza uccidendosi. Erano trascorse diciotto ore da quando era arrivato in Francia.
La salma fu sepolta per la prima volta nel cimitero di Thiais, e poi tumulata nel cimitero di Montpellier dopo la fine della guerra.

### Annotazioni
1. ↑  I due erano accompagnati da un terzo agente, l'operatore radio Olivier Courtaud alias Jacot.
2. ↑  Si trattava di uno degli pseudonimi del colonnello Rémy.

### Fonti
1. ↑  Pierre Gilles Flacsu.
2. 1 2 3 4 5 6 7 8 9 10 11 12 13 14 15 16 17  Ordre de la Liberation.
3. 1 2  Avocat Paris.
4. 1 2 3 4 5 6 7 8 9 10 11 12  Maitron.